# Ottmar Holdenrieder

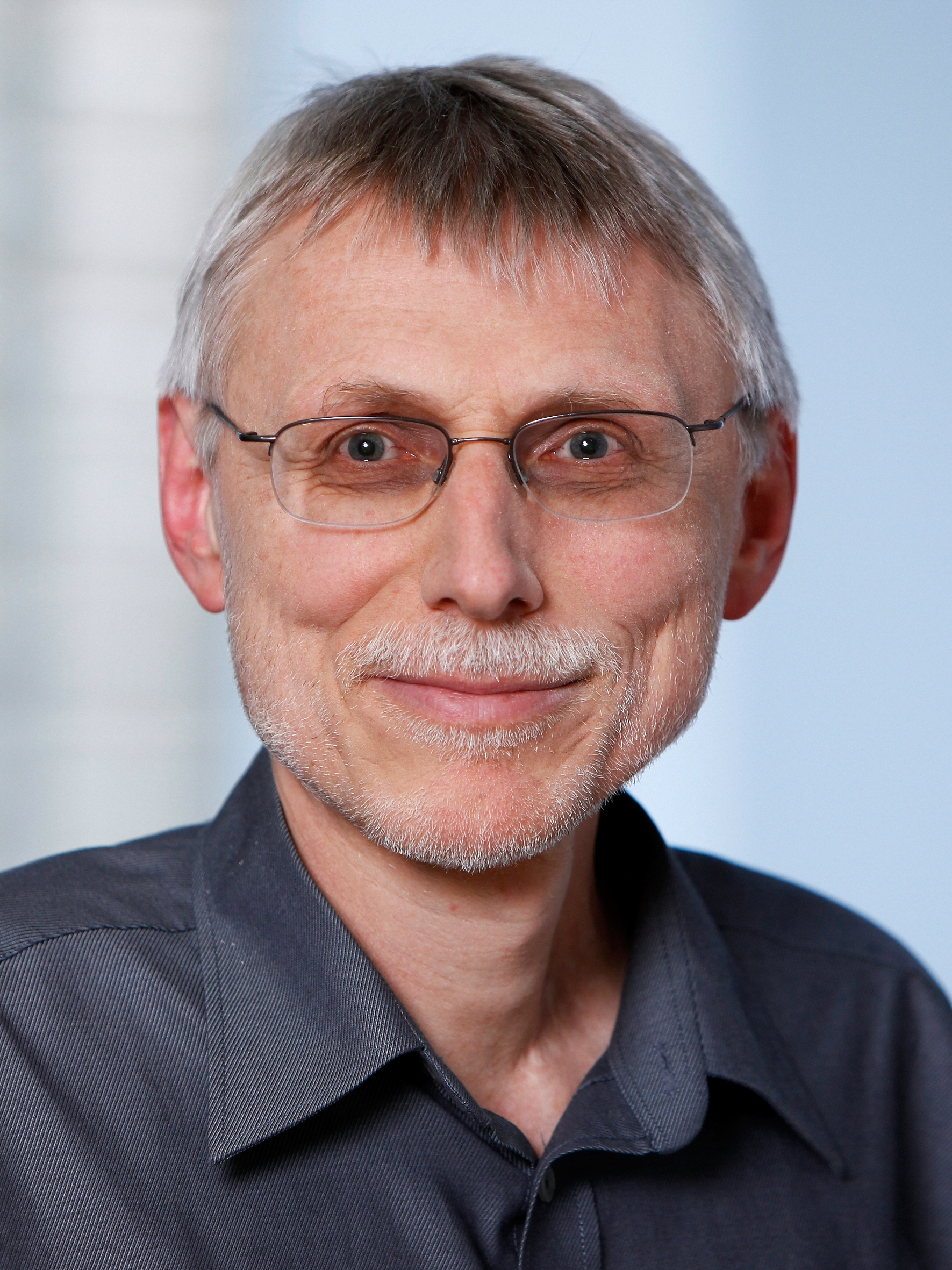
Ottmar Holdenrieder (2011)

Ottmar Holdenrieder (* 8. August 1954 in München) ist ein deutscher Forstwissenschaftler, Mykologe und Ökologe. Er ist emeritierter Professor an der ETH Zürich. Sein offizielles botanisches Autorenkürzel lautet „Holdenr. “.

## Leben und Wirken
Der gebürtige Münchener studierte nach dem Abitur Gartenbauwissenschaften an der Technischen Universität München in Weihenstephan und promovierte anschließend bei Peter Schütt an der Forstwissenschaftlichen Fakultät der Ludwig-Maximilians-Universität München. Seine Doktorarbeit Untersuchungen zur biologischen Bekämpfung von Heterobasidion annosum (Fr.) Bref. (Fomes annosus P. Karst) an Fichte (Picea abies H. Karst.) mit antagonistischen Pilzen wurde mit dem Thurn-und-Taxis-Preis 1983 ausgezeichnet. Nach der Promotion blieb Holdenrieder als wissenschaftlicher Mitarbeiter am Lehrstuhl für Forstbotanik der Universität München und arbeitete an verschiedenen forstpathologischen Forschungsprojekten, für die er als Gastwissenschaftler auch an der Swedish University of Agricultural Sciences in Uppsala, an der Landwirtschaftlichen Akademie Krakau und am Max-Planck-Institut für Biochemie in München-Martinsried tätig war.
1990 wurde Holdenrieder außerordentlicher Professor an der ETH Zürich und zum 1. Oktober 1997 dann ordentlicher Professor für Forstschutz und Dendrologie am dortigen Departement für Wald- und Holzforschung. Seine Forschungsschwerpunkte, die sich schon in seiner Münchener Zeit abgezeichnet hatten, waren die Pilzkrankheiten an Waldbäumen – und hier besonders die Hallimasch-Arten – sowie die Differentialdiagnostik von Baumkrankheiten und die Biodiversität bei Gehölzpflanzen. Als anerkannter Spezialist auf dem Gebiet der Forstpathologie betätigte Holdenrieder sich zudem als Herausgeber des Fachorgans European Journal of Forest Pathology. Als das forstwissenschaftliche Departement der ETH aufgehoben und zum 1. Januar 2004 zusammen mit anderen Fachbereichen in einem neuen Departement für Umweltwissenschaften aufging, wechselte Holdenrieder in das Institut für Integrative Biologie.
Er ist Mitglied in den folgenden Fachorganisationen: British Mycological Society (BMS), Swiss Forest Association (SFV), Swiss Dendrological Society, Gesellschaft für Mykologie und Lichenologie / Sektion Mykologie der Deutschen Botanischen Gesellschaft (GML/SML), IUFRO Working Group Root & Butt Rot, International Bioherbicide Group (IBG), Deutsche Malakozoologische Gesellschaft (DMG) sowie der Friedrich Held Gesellschaft (FHG).
Ottmar Holdenrieder wohnt in Zürich.

## Schriften
- Untersuchungen zur biologischen Bekämpfung von Heterobasidion annosum (Fr.) Bref. (Fomes annosus P. Karst) an Fichte (Picea abies H. Karst.) mit antagonistischen Pilzen. Dissertationsschrift, München 1983.
- mit Hans Köpp: Wald. Bedeutung, Gefährdung, Schutz. Bonn 1983, ISBN 3-923458-11-8.
- als Herausgeber mit Hans-Caspar Bodmer und Klaus Seeland: Monte Verità. Landschaft, Kunst, Geschichte. Huber 2000, ISBN 3-7193-1230-5.

Peer reviewed articles (2005–2010)
- mit M. Ammann, A. Böll und T. Speck: Significance of tree root decomposition for shallow landslides. In: Forest, Snow & Landscape Res. 2009.
- mit N. Brenn, A. Menkis, C. R. Grünig und T. N. Sieber: Community structure of Phialocephala fortinii s.l. in European tree nurseries and assessment of the potential role of the seedlings as distribution vehicles. In: Mycol. Res. 112, 2008, S. 650–662.
- mit K. Dehnen-Schmutz und M. J. Jeger u. a.: Structural change in the international horticultural industry: Some implications for plant health. In: Sc. Hortic. 125, 2010, S. 1–15.
- mit C. R. Grünig, A. Duo und T. N. Sieber: Assignment of species ranks to six reproductively isolated cryptic species of the Phialocephala fortinii s.l. – Acephala applanata species complex. In: Mycologia. 100, 2008, S. 47–67.
- mit C. R. Grünig, V. Queloz und T. N. Sieber: Dark septate endophytes (DSE) of the Phialocephala fortinii s.l. – Acephala applanata species complex in tree roots: classification, population biology, and ecology. In: Botany. 86, 2008, S. 1355–1369.
- mit R. Ioos, T. Kowalski und C. Husson: Rapid in planta detection of Chalara fraxinea by a real-time PCR assay using a dual-labelled probe. In: Eur. J. Plant Pathol. 125, 2009, S. 329–335.
- mit L. Jankovsky: Chalara fraxinea in the Czech Republic In: Plant Protection Science. 45, 2009, S. 74–78.
- mit T. Kowalski: The Teleomorph of Chalara fraxinea, the causal agent of ash dieback. In: For. Path. 2009. doi:10.1111/j.1439-0329.2008.00589.x
- mit T. Kowalski: Eine neue Pilzkrankheit an Esche in Europa. (A new fungal disease of ash in Europe). In: Schweiz. Z. Forstw. 159 (3), 2008, S. 45–50.
- mit T. Kowalski: Pathogenicity of Chalara fraxinea. In: Forest Pathology. 39, 2008, S. 1–7, doi:10.1111/j.1439-0329.2008.00565.x.
- mit K. Noetzli, A. Boell, B. Frey, F. Graf und T. N. Sieber: Release of iron from bonding nails in torrent control check dams and its effect on wood decomposition by Fomitopsis pinicola. In: Wood Research. 52 (4), 2007, S. 47–60.
- mit K. Nötzli, A. Böll, F. Graf und T. N. Sieber: Influence of decay fungi, construction characteristics and environmental conditions on the quality of wooden check-dams. In: Forest Prod. J. 58, 2008, S. 72–79.
- S. Prospero, D. Rigling: Rhizomorph production and stump colonization by co-occurring Armillaria cepistipes and Armillaria ostoyae: an experimental study. In: For. Pathol. 36(1), 2006, S. 21–31.
- mit V. Queloz, C. R. Grünig und T. N. Sieber: Monitoring the spatial and temporal dynamics of a community of the tree-root endophyte Phialocephala fortinii s.l. In: New Phytologist. 168, 2005, S. 651–660.
- mit V. Queloz, C. R. Grünig, R. Berndt, T. Kowalski und T. N. Sieber: Cryptic speciation  in  Hymenoscyphus albidus. In: For. Path. 2009. doi:10.1111/j.1439-0329.2010.00645.x
- mit V. Queloz, T. N. Sieber, B. A. McDonald und C. R. Grünig: No biogeographical pattern for a root-associated fungal species complex. In: Global Ecol. Biogeogr. 2010. doi:10.1111/j.1466-8238.2010.00589.x
- mit M. Schneider, C. R. Grünig und T. N. Sieber: Cryptic speciation and the community structure of Herpotrichia juniperi, the causal agent of brown felt blight of conifers. In: Mycological Research. 113, 2009. doi:10.1016/j.mycres.2009.04.008.

Reviews (2005–2010)
- mit M. J. Jeger, M. Pautasso und M. W. Shaw: Modelling disease spread and control in networks: implications for plant sciences. In: New Phytologist. 174 (2), 2007, S. 279–297.
- mit K. Korhonen: Neue Erkenntnisse über den Wurzelschwamm (Heterobasidion annosum s.l.) – eine Literaturübersicht. In: Forst u. Holz. 60, 2005, S. 206–210.
- mit D. Lonsdale und M. Pautasso: Wood decaying fungi in the forest: conservation needs and management options. In: Eur. J. For. Res. 127, 2008, S. 1–22.
- mit M. Pautasso und J. Stenlid: Susceptibility to Pathogens of Forests Differing in Tree Diversity. In: Ecological Studies. 176, 2005, S. 263–289.
- mit V. Queloz: Wie gross wird Heterobasidion annosum s.l.? In: Schweiz. Z. Forstwes. 156 (10), 2005, S. 395–398.